# ألان موريسون (سائق سباق)
ألان موريسون (بالإنجليزية: Alan Morrison)‏ هو سائق سباق بريطاني، ولد في 3 مارس 1968 في Killyleagh ‏ في المملكة المتحدة.